# Sandro Sirigu
Sandro Sirigu (ur. 7 października 1988 w Ulm) – włoski piłkarz niemieckiego pochodzenia występujący na pozycji obrońca w niemieckim klubie Darmstadt 98. Wychowanek Ulm 1846, w swojej karierze grał także w takich zespołach jak Freiburg II oraz 1. FC Heidenheim.